# Kubizem
Kubizem je avantgardno umetniško gibanje z začetka 20. stoletja, ki je revolucioniralo evropsko slikarstvo in kiparstvo ter navdihnilo sorodna umetniška gibanja v glasbi, literaturi in arhitekturi. V kubističnih umetniških delih so subjekti analizirani, razčlenjeni in ponovno sestavljeni v abstraktni obliki – namesto da bi upodabljal predmete iz ene same perspektive, umetnik upodablja subjekt iz več perspektiv, da bi subjekt predstavil v širšem kontekstu. Kubizem velja za najvplivnejše umetniško gibanje 20. stoletja. Izraz kubizem je na splošno povezan z različnimi umetninami, ustvarjenimi v Parizu (Montmartre in Montparnasse) ali v bližini Pariza (Puteaux) v 1910-ih in v 1920-ih letih.
Gibanje sta začela Pablo Picasso in Georges Braque, pridružili pa so se jima Jean Metzinger, Albert Gleizes, Robert Delaunay, Henri Le Fauconnier, Juan Gris in Fernand Léger. Eden glavnih vplivov, ki je pripeljal do kubizma, je bila predstavitev tridimenzionalne oblike v poznih delih Paula Cézanna. Retrospektiva Cézannovih slik je bila na Salonu d'Automne leta 1904, aktualna dela so bila prikazana na Salonu d'Automne iz let 1905 in 1906, čemur sta sledili dve spominski retrospektivi po njegovi smrti leta 1907.
V Franciji so se razvile veje kubizma, vključno z orfizmom, abstraktno umetnostjo in kasneje purizmom. Vpliv kubizma je bil daljnosežen in širok. V Franciji in drugih državah so se kot odgovor na kubizem razvili futurizem, suprematizem, dada, konstruktivizem, vorticizem, de Stijl in art deco. Zgodnje futuristične slike imajo s kubizmom skupno zlitje preteklosti in sedanjosti, predstavitev različni pogledi na predmet, prikazan hkrati ali zaporedno, imenovani tudi več perspektiva, simultanost ali mnogoterost, medtem ko je na konstruktivizem vplivala Picassova tehnika gradnje skulpture iz ločenih elementov.] Druge skupne niti med temi različnimi gibanji vključujejo fasetiranje ali poenostavljanje geometrijskih oblik ter povezovanje mehanizacije in sodobnega življenja.

## Zgodovina
Znanstveniki so zgodovino kubizma razdelili na faze. V eni shemi je bila prva faza kubizma, znana kot analitični kubizem, izraz, ki ga je skoval Juan Gris a posteriori, hkrati radikalna in vplivna kot kratko, a zelo pomembno umetniško gibanje med letoma 1910 in 1912 v Franciji. Druga faza, sintetični kubizem, je ostala ključna do leta 1919, ko je nadrealistično gibanje pridobilo popularnost. Angleški umetnostni zgodovinar Douglas Cooper je v svoji knjigi Kubistična epoha predlagal drugo shemo, ki opisuje tri faze kubizma. Po Cooperju je obstajal zgodnji kubizem (od 1906 do 1908), ko se je gibanje prvotno razvilo v studiih Picassa in Braquea; druga faza se imenuje visoki kubizem (od 1909 do 1914), v tem času pa se Juan Gris pojavi kot pomemben predstavnik (po 1911); in nazadnje je Cooper omenil pozni kubizem (od 1914 do 1921) kot zadnjo fazo kubizma kot radikalnega avantgardnega gibanja. Douglas Cooperjeva restriktivna uporaba teh izrazov za razlikovanje del Braquea, Picassa, Grisa (od leta 1911) in Légerja (v manjši meri) je implicirala namerno vrednostno presojo.

### Protokubizem: 1907–1908
Kubizem se je razmahnil med letoma 1907 in 1911. Slika Pabla Picassa iz leta 1907 Avignonske gospodične (Les Demoiselles d'Avignon)  je pogosto veljala za protokubistično delo.
Leta 1908 je kritik Louis Vauxcelles v svoji recenziji razstave Georgesa Braqueja v galeriji Kahnweiler Braqueja označil za drznega človeka, ki prezira obliko in »zreducira vse, kraje in figure in hiše, na geometrijske sheme, na kocke«.
Vauxcelles je pripovedoval, kako mu je Matisse takrat rekel: »Braque je pravkar poslal (na Salon d'Automne leta 1908) sliko iz majhnih kock«. Kritik Charles Morice je posredoval Matissove besede in govoril o Braqueovih kockah. Motiv viadukta v l'Estaqueu je navdihnil Braquea, da je ustvaril tri slike, ki jih zaznamujeta poenostavitev forme in dekonstrukcija perspektive.
Hiše Georgesa Braquea v L’Estaque iz leta 1908 (in sorodna dela) so spodbudile Vauxcellesa v Gil Blasu, 25. marca 1909, da se je skliceval na bizarreries cubiques (kubične nenavadnosti). Gertrude Stein je kot prve kubistične slike omenila pokrajine, ki jih je naredil Picasso leta 1909, kot je Rezervoar v Horta de Ebro. Prva organizirana skupinska razstava kubistov je potekala v Salonu neodvisnih (Salon des Indépendants) ali Društvo samostojnih umetnikov (Société des Artistes Indépendants) v Parizu spomladi 1911 v sobi, imenovani 'Salle 41'; vključevala je dela Jeana Metzingerja, Alberta Gleizesa, Fernanda Légerja, Roberta Delaunayja in Henrija Le Fauconnierja, vendar ni bilo razstavljenih nobenih del Picassa ali Braquea.
Do leta 1911 je bil Picasso priznan kot izumitelj kubizma, medtem ko so o Braqueovem pomenu in prednosti razpravljali pozneje glede na njegovo obravnavo prostora, volumna in mase v krajinah L'Estaque. Toda »ta pogled na kubizem je povezan z izrazito restriktivno definicijo, katere umetnike je pravilno imenovati kubisti«, je zapisal umetnostni zgodovinar Christopher Green: »Marginalizirati prispevek umetnikov, ki so razstavljali na Salonu des Indépendants leta 1911 [.. .]«
Trditev, da kubistična upodobitev prostora, mase, časa in volumna podpira (namesto da nasprotuje) ploskost platna, je Daniel-Henry Kahnweiler podal že leta 1920, vendar je bila v 1950-ih in 1960-ih predmet kritike, zlasti Clementa Greenberga.
Sodobni pogledi na kubizem so zapleteni, do neke mere so se oblikovali kot odziv na kubiste Salle 41, katerih metode so se preveč razlikovale od Picassovih in Braqueovih, da bi jih šteli le za drugotnega pomena. Zato so se razvile alternativne interpretacije kubizma. Širši pogledi na kubizem vključujejo umetnike, ki so bili kasneje povezani z umetniki Salle 41, npr. Francis Picabia; bratje Jacques Villon, Raymond Duchamp-Villon in Marcel Duchamp, ki so konec leta 1911 tvorili jedro Section d'Or (ali skupine Puteaux); kiparji Alexander Archipenko, Joseph Csaky in Ossip Zadkine ter Jacques Lipchitz in Henri Laurens; in slikarji, kot so Louis Marcoussis, Roger de La Fresnaye, František Kupka, Diego Rivera, Léopold Survage, Auguste Herbin, André Lhote, Gino Severini (po 1916), María Blanchard (po 1916) in Georges Valmier (po 1918). Bolj temeljno, Christopher Green trdi, da so izraze Douglasa Cooperja »kasneje spodkopale interpretacije del Picassa, Braquea, Grisa in Légerja, ki poudarjajo ikonografska in ideološka vprašanja, ne pa metode reprezentacije.«
John Berger identificira bistvo kubizma z mehanskim diagramom. »Metaforični model kubizma je diagram: diagram je vidna simbolna predstavitev nevidnih procesov, sil, struktur. Ni treba, da se diagram izogiba določenim vidikom videza, vendar bodo tudi ti obravnavani kot znaki in ne kot imitacije ali rekreacije«.

### Analitični kubizem
Kubizem se je razvil po letu 1908, ko sta se raziskovanja novih slikarskih načel lotila Francoz Georges Braque in v Parizu živeči Španec Pablo Picasso. Čeprav ju je spodbujal nemški trgovec z umetninami Daniel Kahnweiler in podpiral pesnik Guillaume Apollinaire, sta se le težko uveljavila pri občinstvu, ki ju je kritiziralo in zavračalo. Kritiki so z mešanico posmeha in zaničevanja uporabljali besedo »kubično«, ki jo moramo razumeti kot oznako prevladujočih oblik, npr. v Braquovi sliki Portugalec*. Medtem ko se na prvih Braquovih in Picassovih krajinah, slikanih po Cézannovih načelih o geometrijskih telesih, dejansko kažejo motivi, ki so poenostavljeni z razgradnjo na geometrijska kubična telesa, pa tukaj takih telesnin ni, temveč sorazmerno enolično strukturirana površina ploskev, oglatih drobcev in povečini odprtih polkrogov. Le s težavo in z asociacijami razpoznamo človeška s kitaro. 
 »Vsebina ni predmet, marveč nova enota, lirizem, ki v celoti izhaja iz uporabljenih sredstev.«
V času, ko so rentgenski žarki in mikroskopi omogočili pogled na resničnost, ki je bila dotlej nedostopna, se umetniki niso več ukvarjali z iluzionističnimi upodabljanjem realnosti, marveč so se tudi sami zanimali za analizo s pogledom, ki razgalja in ponazarja geometrično strukturo stvari. Slikar se je odpovedal nespremenljivemu zornemu kotu in je hkrati prikazoval trodimenzionalnost telesa tako, da ga je razstavil na dele in jih razgrnil po dvodimenzionalni površini. To seveda ni bilo isto, kot da bi razstavil škatlo na ploskve in jih kot maketo razgrnil - šlo je za novo stvaritev. Elementi so se osamosvojili, predmet sam je postajal čedalje manj pomemben, barvna lestvica pa se je omejila na sive in rjave tone. Analitičnega kubizma torej ne moremo interpretirati zgolj kot nov slog, marveč predvsem kot novo vizijo sveta, kot estetsko spoznanje in vdor v svet, ki sta se pridružila podobi sveta, kakršno sta ustvarila naravoslovje in filozofija.

### Zgodnji kubizem: 1909 - 1914
Salonski kubisti svoj sloves zgradili predvsem z rednim razstavljanjem na Salon d'Automne in Salon des Indépendants, obeh večjih neakademskih salonih v Parizu. Neizogibno so se bolj zavedali javnega odziva in potrebe po komuniciranju. Že leta 1910 se je začela oblikovati skupina, v kateri so bili Metzinger, Gleizes, Delaunay in Léger. Redno sta se srečevala v studiu Henrija le Fauconnierja blizu bulvarja du Montparnasse. Te soiréje so pogosto vključevale pisce, kot sta Guillaume Apollinaire in André Salmon. Skupaj z drugimi mladimi umetniki je skupina želela poudariti raziskovanje forme v nasprotju z neoimpresionističnim poudarjanjem barve.
Louis Vauxcelles je v svoji recenziji 26. Salon des Indépendants (1910) bežno in nenatančno omenil Metzingerja, Gleizesa, Delaunayja, Légerja in Le Fauconnierja kot »neuke geometre, ki reducirajo človeško telo, lokacijo, na blede kocke«. Nekaj mesecev pozneje je na Salon d'Automne leta 1910 Metzinger razstavil svoj zelo razdrobljen Nu à la cheminée (Akt), ki je bil nato reproduciran v Du "Cubisme" (1912) in Les Peintres Cubistes (1913).[24]
Prva javna polemika, ki jo je sprožil kubizem, je bila posledica razstav v salonu Indépendants spomladi 1911. Ta razstava Metzingerja, Gleizesa, Delaunayja, le Fauconnierja in Légerja je na kubizem prvič pritegnila pozornost širše javnosti. Med predstavljenimi kubističnimi deli je Robert Delaunay razstavil svoj Eifflov stolp (Muzej Solomon R. Guggenheim, New York).

#### Salon des Indépendants
Naslednji Salon des Indépendants leta 1912 v Parizu (20. marec do 16. maj 1912) je zaznamovala predstavitev Marcela Duchampa Akt se spušča po stopnišču, št. 2, ki je sam povzročil škandal, tudi med kubisti. Pravzaprav ga je zavrnil odbor za obešanje, ki je vključeval njegove brate in druge kubiste. Čeprav je bilo delo prikazano v Salon de la Section d'Or oktobra 1912 in na razstavi Armory Show leta 1913 v New Yorku, Duchamp ni nikoli odpustil svojim bratom in nekdanjim kolegom cenzure njegovega dela. Juan Gris, nov dodatek salonski sceni, je razstavil svoj Portret Picassa (Umetnostni inštitut v Chicagu), medtem ko sta Metzingerjevi razstavi vključevali La Femme au Cheval (Ženska s konjem) 1911–1912 (Danska nacionalna galerija). Razstavljena sta bila tudi Delaunayjeva monumentalna Pariška vas (Musée d'art moderne de la Ville de Paris) in Légerjeva La Noce, Poroka (Musée National d'Art Moderne, Pariz).

#### Galerije Dalmau
Leta 1912 je Galeries Dalmau predstavila prvo skupinsko razstavo kubizma po vsem svetu (Exposició d'Art Cubista), s kontroverzno razstavo Jeana Metzingerja, Alberta Gleizesa, Juana Grisa, Marie Laurencin in Marcela Duchampa. (Barcelona, 20. april - 10. maj 1912). Razstava Dalmau je obsegala 83 del 26 umetnikov. Druženje Jacquesa Nayrala z Gleizesom ga je vodilo k pisanju predgovora za kubistično razstavo, ki je bil v celoti preveden in reproduciran v časopisu La Veu de Catalunya. Duchampov Akt se spušča po stopnišču, št. 2 je bil prvič razstavljen.
Obsežna medijska pokritost (v časopisih in revijah) pred, med in po razstavi je Galerije Dalmau lansirala kot silo pri razvoju in širjenju modernizma v Evropi. Čeprav je bilo poročanje v medijih obsežno, ni bilo vedno pozitivno. V časopisih Esquella de La Torratxa in El Noticiero Universal so bili objavljeni članki, ki so kubiste napadali s serijo karikatur, prepletenih s slabšalnim besedilom. Umetnostni zgodovinar Jaime Brihuega piše o razstavi v Dalmauu: »Razstava je brez dvoma povzročila močno vznemirjenje v javnosti, ki jo je sprejela z veliko nezaupljivosti«.

#### Salon d'Automne
Kubistični prispevek k Salon d'Automne leta 1912 je povzročil škandal v zvezi z uporabo stavb v državni lasti, kot je Grand Palais, za razstavljanje tovrstnih umetnin. Ogorčenje politika Jeana Pierra Philippa Lampuéja se je 5. oktobra 1912 znašlo na naslovnici časopisa Le Journal. Polemika se je razširila na pariški občinski svet, kar je vodilo v razpravo v Chambre des Députés o uporabi javnih sredstev za zagotavljanje prizorišča za takšno umetnost. Kubiste je branil socialistični poslanec Marcel Sembat.
V tem ozadju javne jeze sta Jean Metzinger in Albert Gleizes napisala Du "Cubisme" (objavil Eugène Figuière leta 1912, prevedeno v angleščino in ruščino leta 1913). Med razstavljenimi deli je bila Le Fauconnierjeva obsežna kompozicija Les Montagnards attaqués par des ours (Goranci napadeni z medvedi), ki je zdaj v Muzeju šole za oblikovanje Rhode Island, Deux Femme, Two Women Josepha Csakyja (kip, ki je zdaj izgubljen), poleg zelo abstraktnega slike Kupke, Amorpha (Narodna galerija, Praga) in Picabia, La Source (Pomlad) (Muzej moderne umetnosti, New York).

#### Abstrakcija inready-made
Najbolj skrajne oblike kubizma niso bile tiste, ki sta jih izvajala Picasso in Braque, ki sta se upirala popolni abstrakciji. Drugi kubisti, nasprotno, zlasti František Kupka in tisti, ki jih je Apollinaire smatral za orfiste (Delaunay, Léger, Picabia in Duchamp), so sprejeli abstrakcijo tako, da so v celoti odstranili vidno vsebino. Dve Kupkovi deli na Salon d'Automne leta 1912, Amorpha-Fugue à deux couleurs in Amorpha chromatique chaude, sta bili zelo abstraktni (ali nereprezentativni) in metafizična usmerjenost. Tako Duchamp leta 1912 kot Picabia od leta 1912 do 1914 sta razvila ekspresivno in aluzivno abstrakcijo, posvečeno kompleksnim čustvenim in spolnim temam. Začetek leta 1912 je Delaunay naslikal serijo slik z naslovom Simultaneous Windows, ki ji je sledila serija z naslovom Formes Circulaires, v kateri je združil ravninske strukture s svetlimi prizmatičnimi odtenki; na podlagi optičnih značilnosti sopostavljenih barv je bil njegov odmik od realnosti v upodabljanju podob skoraj popoln. V letih 1913–14 je Léger izdelal serijo z naslovom Kontrasti oblik, ki je podoben poudarek dal barvi, liniji in obliki. Njegov kubizem je bil kljub svojim abstraktnim lastnostim povezan s temami mehanizacije in sodobnega življenja. Apollinaire je podprl ta zgodnji razvoj abstraktnega kubizma v Les Peintres cubistes (1913), [24] s pisanjem nove "čiste" slike, v kateri je bila tema izpraznjena. Toda kljub njegovi uporabi izraza orfizem so bila ta dela tako različna, da kljubujejo poskusom, da bi jih uvrstili v eno kategorijo.
Marcel Duchamp, ki ga je Apollinaire označil tudi za orfista, je bil odgovoren za še en ekstremni razvoj, ki ga je navdihnil kubizem. Ready-made je nastal iz skupnega premisleka, da se samo delo obravnava kot objekt (tako kot slika) in da uporablja materialni detritus sveta (kot kolaž in papier collé v kubistični konstrukciji in Assemblage). Naslednji logični korak je bil za Duchampa predstaviti običajen predmet kot samozadostno umetniško delo, ki predstavlja samo sebe. Leta 1913 je pritrdil kolo kolesa na kuhinjski stol, leta 1914 pa je kot samostojno skulpturo izbral stojalo za sušenje steklenic.

#### Sintetični kubizem
Braquova slika vsebuje poleg drobcev tudi številke in črke. Uvajanje takšnih znakov napoveduje logičen razvoj v sintetični kubizem, ki se je razcvetel v letih 1913 in 1914. Takrat je Picasso ustvaril prvi kolaž s sliko Tihožitje s pletenim sedežem. V motiv tihožitja, upodobljenega v analitični razdrobitvi, je vključil kos povoščenega platna, potiskanega z motivom pletenja, in ovalno sliko obrobil z vrvjo. Tako se je rodil kolaž, ki je močno zaznamoval umetnost 20. stoletja. Zaradi predmetov iz vsakdanje realnosti, naslikanih ali neposredno vzetih iz resničnosti (denimo nalepljeni odrezki časopisov ali na platno vstavljeni drobci predmetov), je slika postala nosilec nove sinteze. Tradicionalne meje umetnosti in umetnostnih zvrsti so presežene; grafika, slika in kip se lahko zlijejo v eno samo umetnino. Razsežnosti resničnega sveta lahko prepoznamo zaradi drobcev - odtržkov, izsekov, fragmentov-, ki so za to resničnost značilni. Sintetični kubizem se z lepljenim papirjem in iluzionizmom naslikanih kolažev ni le vrnil k barvi, marveč je s členjeno strukturo slikovne površine (in uvedbe najpogosteje vnaprej izdelanih kolažnih elementov) sliki povrnil vtis snovnosti in atmosfere.
Kubizmu so se zelo hitro pridružili tudi drugi pariški umetniki, med njimi v Varšavi rojeni Louis Marcoussis (1883–1941), Jean Metzingeer (1883–1957) in Albert Gleizes (1881–1953). Pomemben predstavnik sintetičnega kubizma je postal Španec Juan Gris. Leta 1912 je skupina umetnikov, med njimi brata Duchamp in Roger de La Fresnaye, ustanovila Section d`Or.
Za marsikoga, na primer za Marcela Duchampa (1887–1968) ali Francisa Picabio (1879–1953), je bil kubizem le stopnica na umetniški poti. Feernand Leger (1881–1955) je valjaste oblike uporabljal za razvijanje osebnega izraza. Robert Delaunay je v seriji Okna* sprejel tisti del kubizma, ki ga je zanimalo deljenje slikarskih »objektov« na kristalnične segmente. Tako razstavljene predmete je ovil v barve, ki spominjajo na pogled skozi prizmo: takrat se svetloba razdeli v spekter barv. To smer, ki jo je razvil skupaj z ženo Sonio Terk (1890–1979), je poimenoval orfizem. Svetloba z zvenenjem barv in ritmom spominja na glasbo, kar je zajeto v samem imenu orfizem (po mitskem antičnem pevcu Orfeju), s katerim je to smer krstil Guillaume Apolinnaire po svoji po svoji pesniški zbirki La Suite d`Orphee (Orfejeva suita). Kubizem se je iztekel ob koncu prve svetovne vojne, čeprav je vplival na številne raziskujoče umetnike zlasti mlajšega rodu tudi zunaj Francije. Leta 1918 sta Amedee Ozenfant in Charles Edouard Jeanneret, imenovan Le Corbusier, objavila puristični manifest z naslovom Po kubizmu. Zahtevala sta vrnitev k arhitektonski preprostosti in povzdignila v simbol stroj. Toda purizem je bil le kratka epizoda v zgodovini umetnosti.

### Kristalni kubizem: 1914–1918
Pomembna sprememba kubizma med letoma 1914 in 1916 je bila označena s premikom k močnemu poudarku na velikih prekrivajočih se geometrijskih ravninah in ravni površini. To združevanje slogov slikarstva in kiparstva, ki je bilo še posebej pomembno med letoma 1917 in 1920, je izvajalo več umetnikov; zlasti tiste, ki imajo pogodbo s trgovcem z umetninami in zbirateljem Léonceom Rosenbergom. Zategnjenost kompozicij, jasnost in občutek za red, ki se odražajo v teh delih, so privedli do tega, da jih je kritik Maurice Raynal imenoval "kristalni" kubizem. Premisleki, ki so jih kubisti izražali pred začetkom prve svetovne vojne - kot so četrta dimenzija, dinamizem sodobnega življenja, okultno in koncept trajanja Henrija Bergsona - so bili zdaj izpraznjeni, nadomeščen s čisto formalnim referenčnim okvirom.
Kristalni kubizem in njegov asociativni rappel à l'ordre je bil povezan z nagnjenjem – tistih, ki so služili v oboroženih silah, in tistih, ki so ostali v civilnem sektorju –, da bi se izognili realnostim Velike vojne, tako med vojno kot neposredno po njej. Očiščenje kubizma od leta 1914 do sredine 1920-ih, s svojo kohezivno enotnostjo in prostovoljnimi omejitvami, je bilo povezano z veliko širšo ideološko transformacijo proti konzervativizmu tako v francoski družbi kot v francoski kulturi.

### Kubizem po letu 1918
Najbolj inovativno obdobje kubizma je bilo pred letom 1914. Po prvi svetovni vojni se je s podporo trgovca Léoncea Rosenberga kubizem vrnil kot osrednja tema za umetnike in se kot tak nadaljeval do sredine 1920-ih, ko je postal njegov napredek avantgardni status je postal vprašljiv zaradi pojava geometrijske abstrakcije in nadrealizma v Parizu. Mnogi kubisti, vključno s Picassom, Braqueom, Grisom, Légerjem, Gleizesom, Metzingerjem in Emiliom Pettorutijem, so se občasno vračali h kubizmu, medtem ko so razvijali druge sloge, celo precej po letu 1925. Kubizem se je ponovno pojavil v 1920-ih in 1930-ih v delu Američana Stuarta Davisa in Angleža Bena Nicholsona. V Franciji pa je kubizem doživel zaton, ki se je začel okoli leta 1925. Léonce Rosenberg ni razstavljal le umetnikov, ki jih je Kahnweilerjevo izgnanstvo pustilo na cedilu, ampak tudi druge, vključno z Laurensom, Lipchitzem, Metzingerjem, Gleizesom, Csakyjem, Herbinom in Severinijem. Leta 1918 je Rosenberg v svoji Galerie de l'Effort Moderne v Parizu predstavil serijo kubističnih razstav. Louis Vauxcelles je poskušal trditi, da je kubizem mrtev, vendar so te razstave, skupaj z dobro organizirano kubistično razstavo na Salonu neodvisnih leta 1920 in oživitvijo Salona de la Section d'Or istega leta, to pokazale da je bil še živ.
Ponoven vzpon kubizma je sovpadel s pojavom koherentnega korpusa teoretskega pisanja Pierra Reverdyja, Mauricea Raynala in Daniela-Henryja Kahnweilerja med približno 1917–1924 ter med umetniki Grisa, Légerja in Gleizesa. Občasna vrnitev h klasicizmu – figurativno delo izključno ali poleg kubističnih del –, ki so ga doživeli številni umetniki v tem obdobju (imenovano neoklasicizem), je bilo povezano s težnjo po izogibanju realnosti vojne in tudi s kulturno prevlado klasične ali latinske podobe Francije med vojno in takoj po njej. Kubizem po letu 1918 lahko razumemo kot del širokega ideološkega premika proti konzervativizmu v francoski družbi in kulturi. Kljub temu je sam kubizem ostal evolucijski tako v opusu posameznih umetnikov, kot sta Gris in Metzinger, kot v delu umetnikov, ki so si med seboj tako različni, kot so Braque, Léger in Gleizes. Kubizem kot gibanje, o katerem se javno razpravlja, je postal razmeroma enoten in odprt za opredelitev. Zaradi svoje teoretične čistosti je bil merilo, s katerim je bilo mogoče primerjati tako različne težnje, kot so realizem ali naturalizem, dada, nadrealizem in abstrakcija.

#### Vpliv v Aziji
Japonska in Kitajska sta bili med prvimi državami v Aziji, na katere je vplival kubizem. Do stika je prišlo prek evropskih besedil, prevedenih in objavljenih v japonskih umetnostnih revijah v 1910-ih. V 1920-ih so japonski in kitajski umetniki, ki so študirali v Parizu, na primer tisti, ki so bili vpisani na École nationale supérieure des Beaux-Arts, prinesli s seboj razumevanje sodobnih umetniških gibanj, vključno s kubizmom. Pomembni deli, ki izkazujeta kubistične lastnosti, sta bili Avtoportret z rdečimi očmi Tetsugorōja Yorozuja (1912) in Jesenska melodija Fang Ganmina (1934).

## Kubistično kiparstvo
Tako kot v slikarstvu je tudi kubistično kiparstvo zakoreninjeno v redukciji Paula Cézanna naslikanih predmetov na sestavne ravnine in geometrijska telesa (kocke, krogle, valje in stožce). In prav tako kot v slikarstvu je postalo prodoren vpliv in bistveno prispevalo h konstruktivizmu in futurizmu.
Kubistično kiparstvo se je razvijalo vzporedno s kubističnim slikarstvom. Jeseni 1909 je Picasso izklesal Žensko glavo (Fernande) s pozitivnimi značilnostmi, ki jih prikazuje negativni prostor in obratno. Douglas Cooper pravi: »Prva prava kubistična skulptura je bila Picassova impresivna Ženska glava, modelirana v letih 1909–1910, tridimenzionalni dvojnik mnogim podobnim analitičnim in fasetiranim glavam na njegovih slikah v tistem času.« Te pozitivne/negativne preobrate je ambiciozno izrabil Aleksander Arhipenko v letih 1912–13, na primer v Woman Walking. Joseph Csaky je bil po Arhipenku prvi pariški kipar, ki se je pridružil kubistom, s katerimi je razstavljal od leta 1911 naprej. Sledil jim je Raymond Duchamp-Villon in nato leta 1914 Jacques Lipchitz, Henri Laurens in Ossip Zadkine.
Dejansko je bila kubistična gradnja tako vplivna kot katera koli slikovna kubistična inovacija. Bila je spodbuda za protokonstruktivistična dela tako Nauma Gaba kot Vladimirja Tatlina in s tem izhodišče celotne konstruktivne tendence v modernističnem kiparstvu 20. stoletja.

## Arhitektura
Kubizem je oblikoval pomembno vez med umetnostjo zgodnjega 20. stoletja in arhitekturo. Zgodovinska, teoretična in družbenopolitična razmerja med avantgardnimi praksami v slikarstvu, kiparstvu in arhitekturi so imela zgodnje posledice v Franciji, Nemčiji, na Nizozemskem in Češkoslovaškem. Čeprav obstaja veliko presečišč med kubizmom in arhitekturo, je mogoče potegniti le nekaj neposrednih povezav med njima. Najpogosteje so povezave vzpostavljene s sklicevanjem na skupne formalne značilnosti: fasetiranje oblike, prostorska dvoumnost, preglednost in mnogoterost.
Arhitekturno zanimanje za kubizem je bilo osredotočeno na razpad in rekonstitucijo tridimenzionalne oblike z uporabo preprostih geometrijskih oblik, postavljenih sočasno brez iluzij klasične perspektive. Raznovrstne elemente je mogoče prekrivati, narediti transparentne ali prodirati drug v drugega, pri tem pa ohraniti prostorska razmerja. Kubizem je postal vpliven dejavnik v razvoju moderne arhitekture od leta 1912 (La Maison Cubiste, Raymond Duchamp-Villon in André Mare) naprej, razvijal se je vzporedno z arhitekti, kot sta Peter Behrens in Walter Gropius, s poenostavljanjem zasnove stavb, uporaba materialov, primernih za industrijsko proizvodnjo, in večja uporaba stekla.
Kubizem je bil pomemben za arhitekturo, ki je iskala slog, ki se mu ni bilo treba nanašati na preteklost. Tako je bilo tisto, kar je postalo revolucija v slikarstvu in kiparstvu, uporabljeno kot del »globoke preusmeritve k spremenjenemu svetu«. Kubo-futuristične ideje Filippa Tommasa Marinettija so vplivale na stališča v avantgardni arhitekturi. Vplivno gibanje De Stijl je sprejelo estetska načela neoplasticizma, ki ga je razvil Piet Mondrian pod vplivom kubizma v Parizu. Gino Severini je De Stijla s kubistično teorijo povezal tudi prek spisov Alberta Gleizesa. Vendar pa je bilo povezovanje osnovnih geometrijskih oblik z inherentno lepoto in enostavnostjo industrijske uporabe – ki ga je že od leta 1914 napovedoval Marcel Duchamp – prepuščeno ustanoviteljem purizma, Amédée Ozenfant in Charles-Édouard Jeanneret (bolj znan kot Le Corbusier). ki sta skupaj razstavljala slike v Parizu in leta 1918 objavila Après le cubisme. Le Corbusierjeva ambicija je bila prenesti lastnosti svojega sloga kubizma v arhitekturo. Med letoma 1918 in 1922 se je Le Corbusier osredotočil na puristično teorijo in slikarstvo. Leta 1922 sta Le Corbusier in njegova sestrična Jeanneret odprla studio v Parizu na 35 rue de Sèvres. Njegove teoretične študije so kmalu napredovale v številne različne arhitekturne projekte.